# Barceo
Barceo es un municipio y localidad española de la provincia de Salamanca, en la comunidad autónoma de Castilla y León. Se integra dentro de la comarca de Vitigudino y subcomarca de La Ramajería. Pertenece al partido judicial de Vitigudino.
El municipio está formado por las localidades de Barceo y Barceíno (anejo), ocupa una superficie total de 21,13 km² y según los datos demográficos recogidos en el padrón municipal elaborado por el INE en 2024, contaba con una población total de 48 habitantes.
Su término municipal limita con las siguientes localidades salmantinas: al norte, con Sanchón de la Ribera y Villar de Samaniego; al oeste, con Valsalabroso (específicamente con su pedanía: Las Uces); al sur, con Guadramiro y Valderrodrigo y, finalmente, al este, con Vitigudino (y su anejo: Majuges).

## Toponimia
De época medieval, la denominación original de Barceo fue Barteo (y la de su pedáneo fue Bartillino). Cabe señalar que el diminutivo -ino que posee Barceíno, propio de la lengua asturleonesa, indica que sus repobladores del siglo XII procedían de otras zonas del reino de León. Siendo bastante común en leonés la existencia de localidades contiguas en que el nombre de una es un diminutivo del de la otra, como ocurre en otras localidades leonesas (véanse, entre otros casos, Almendra y Almendrina, Moral y Moralina, Carbajales y Carbajalinos, etc).
Siglos más tarde, hacia el 1600, las dos localidades se citaron como Barzeo y Barzeyno, prueba evidente de su evolución lingüística.

## Historia

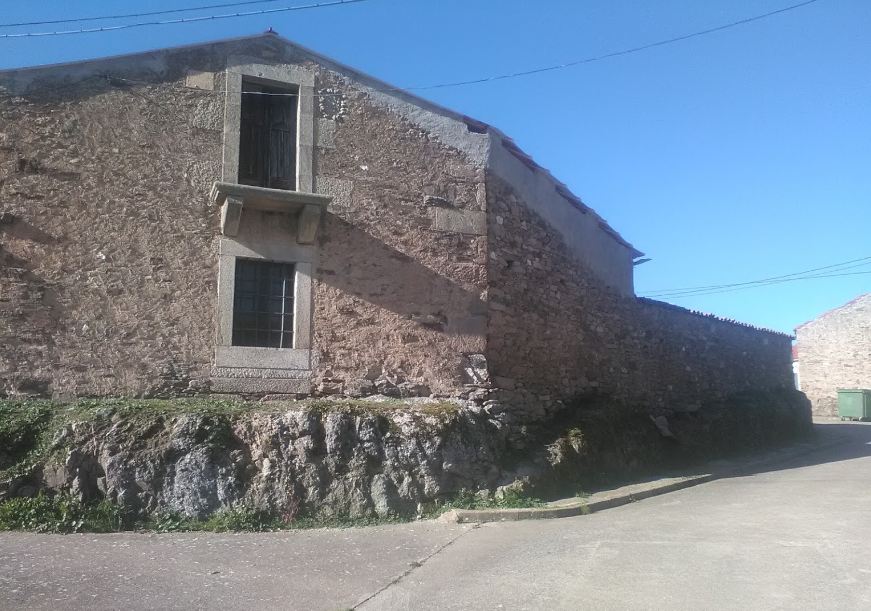
Fachada histórica del Museo de Barceo, donde se ubica un escudo. Conocida como la «Casa del montaraz», probablemente esté vinculada a los condes ledesminos

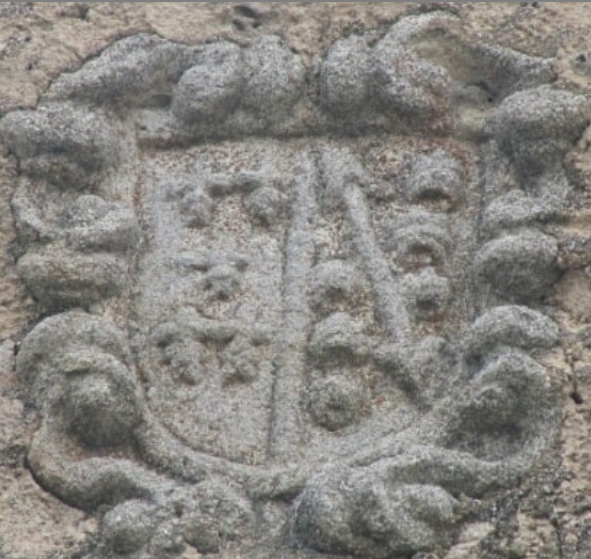
Escudo nobiliario en Barceo. Su cuartel izquierdo alberga el blasón de los Maldonado

El origen de Barceo, como aldea, se remonta a la segunda mitad del siglo XIII (comienzo de la fase Bajomedieval) fruto de la consolidación de las repoblaciones efectuadas por los reyes leoneses cristianos siglos atrás. Además, un siglo antes quedó integrado en el señorío de la Orden de Santiago por orden real de Fernando II de León. Éste estuvo dirigido por el obispado de León de Santiago, que aglutinaba los territorios leoneses de dicha Orden. Siglos después, en plena Edad Contemporánea, dicho Obispado fue disuelto y, así, en 1873 Barceo pasó a la diócesis de Ciudad Rodrigo (a la cual pertenece hoy). 
Aunque antes del 1462 ya existía el Señorío de Ledesma, no sería hasta esa fecha cuando el rey de la Corona de Castilla, Enrique IV, entregó a su valido Beltrán de la Cueva, entre otros territorios, Ledesma y su Tierra con carácter condal y hereditario. Así pues, nacía el Condado de Ledesma, bajo la familia Alburquerque, título nobiliario que se mantiene hasta nuestros días.
En el siglo XIX, con la creación de las actuales provincias, en 1833 Barceo quedó integrado en la provincia de Salamanca, dentro de la Región Leonesa. Finalmente, en 1983 a través del nacimiento de las Comunidades Autónomas, Barceo quedó integrado en la Autonomía de Castilla y León.

## Demografía
Barceo cuenta con una población de 48 habitantes (INE 2024).
| Gráfica de evolución demográfica de Barceo entre 1842 y 2021 |
| |
| Población de derecho según los censos de población del INE Población de hecho según los censos de población del INEEntre el censo de 1857 y el anterior, crece el término del municipio porque incorpora a 375005 (Barceino) |

Según el Instituto Nacional de Estadística, Barceo tenía, a 1 de enero de 2021, una población total de 44 habitantes, de los cuales 26 eran hombres y 18 mujeres. De esa cifra, 27 corresponden a la localidad de Barceíno, de los cuales 15 eran hombres y 12 mujeres, y 17 a Barceo, la capital del municipio, de los cuales 11 eran hombres y 6 mujeres. Respecto al año 2000, el censo reflejaba 70 habitantes, de los cuales 38 eran hombres y 32 mujeres. Por lo tanto, la pérdida de población en el municipio para el período 2000-2021 ha sido de 26 habitantes, un 37% de descenso.

## Transporte
Barceo se encuentra bien comunicado a través de la carretera autonómica SA-314 que le da acceso. La incorporación a la misma se consigue en pleno casco urbano de Vitigudino, a partir del desvío saliente en la circunvalación CL-517. La SA-314 es una vía importante en su zona al dar un acceso bastante cómodo y seguro al parque natural de Arribes del Duero salmantino, además, une la cabecera comarcal de Vitigudino con Aldeadávila de la Ribera. 
En relación con el transporte público de viajeros por carretera, Barceo, se encuentra cubierto por dos rutas. La primera es la de Vitigudino- Cabeza del Caballo ofrecida exclusivamente a través del servicio de transporte a la demanda de la Junta de Castilla y León, siendo necesario reservar con un día de antelación el viaje a cualquiera de los pueblos que la integran. La segunda está formada por el itinerario Salamanca- Barceo, estable y disponible dos días por semana (lunes y viernes). Ambas rutas son gestionadas por la Junta de Castilla y León mediante la empresa mirobrigense Arribes- El Pilar, a través de la estación de autobuses de Vitigudino y la parada o marquesina que dispone Barceo, a la entrada del pueblo.

## Administración y política
La corporación local de Barceo constituida en junio de 2023 está formada por tres concejales del partido PP. Su gobernanza es por Régimen de concejo abierto, siendo uno de los pocos pueblos salmantinos que hoy día continúa con esta forma de gobierno municipal.
Por su parte, la deuda viva del Ayuntamiento a fecha 31 de diciembre de 2022 es nula.
| Periodo   | Nombre                   | Partido | Partido              |
| --------- | ------------------------ | ------- | -------------------- |
| 1979-1983 | Eliseo Castilla García   |         | Independiente        |
| 1983-1991 | Eliseo Castilla García   |         | Alianza Popular (AP) |
| 1991-2003 | Eliseo Castilla García   |         | Partido Popular (PP) |
| 2003-2023 | Sara Martín Gil          |         | Partido Popular (PP) |
| 2023-act. | Daniel Rodríguez Vicente |         | Partido Popular (PP) |

| Partido político                         | 2023  | 2023  | 2023       | 2019 | 2019  | 2019       | 2015  | 2015  | 2015       | 2011  | 2011  | 2011       | 2007  | 2007  | 2007       | 2003  | 2003  | 2003       |
| Partido político                         | %     | Votos | Concejales | %    | Votos | Concejales | %     | Votos | Concejales | %     | Votos | Concejales | %     | Votos | Concejales | %     | Votos | Concejales |
| Partido Popular (PP)                     | 58,62 | 17    | 3          | 100  | 26    | 3          | 89,29 | 25    | 3          | 83,78 | 31    | 3          | 82,35 | 28    | 1          | 86,49 | 32    | 1          |
| Partido Socialista Obrero Español (PSOE) | 3,45  | 1     | 0          | —    | —     | —          | —     | —     | —          | 5,41  | 2     | 0          | 2,94  | 1     | 0          | 2,70  | 1     | 0          |
| Coalición SI por Salamanca (SI)          | —     | —     | —          | —    | —     | —          | —     | —     | —          | 5,41  | 2     | 0          | —     | —     | —          | —     | —     | —          |
| Unión del Pueblo Salmantino (UPSa)       | —     | —     | —          | —    | —     | —          | —     | —     | —          | —     | —     | —          | 11,76 | 4     | 0          | —     | —     | —          |

Ni el alcalde ni ninguno de los concejales de Barceo reciben prestación económica por su trabajo al frente del ayuntamiento (2017).

## Monumentos y lugares de interés
El pueblo de Barceo es un buen ejemplo para contemplar la arquitectura tradicional propia de la subcomarca ramajera. Así, tanto sus calles como casas muestran a quien las recorra la piedra de granito labrada, protagonista en las edificaciones de esta zona salmantina. Además, la distribución urbanística de Barceo es buen ejemplo de la organización local de la región, ésta es: dos calles principales en torno a las cuales nacen otras secundarias. Los callejones y plazoletas muestran la vida de un ayer (fieles testimonios de la cultura y patrimonio etnográfico del pueblo). Sin duda, una muestra de tradición y vida para todo visitante.
La localidad cuenta con edificios significativos de gran historia y tradición como su iglesia parroquial de Santa María Magdalena o el Museo Etnográfico de Barceo.

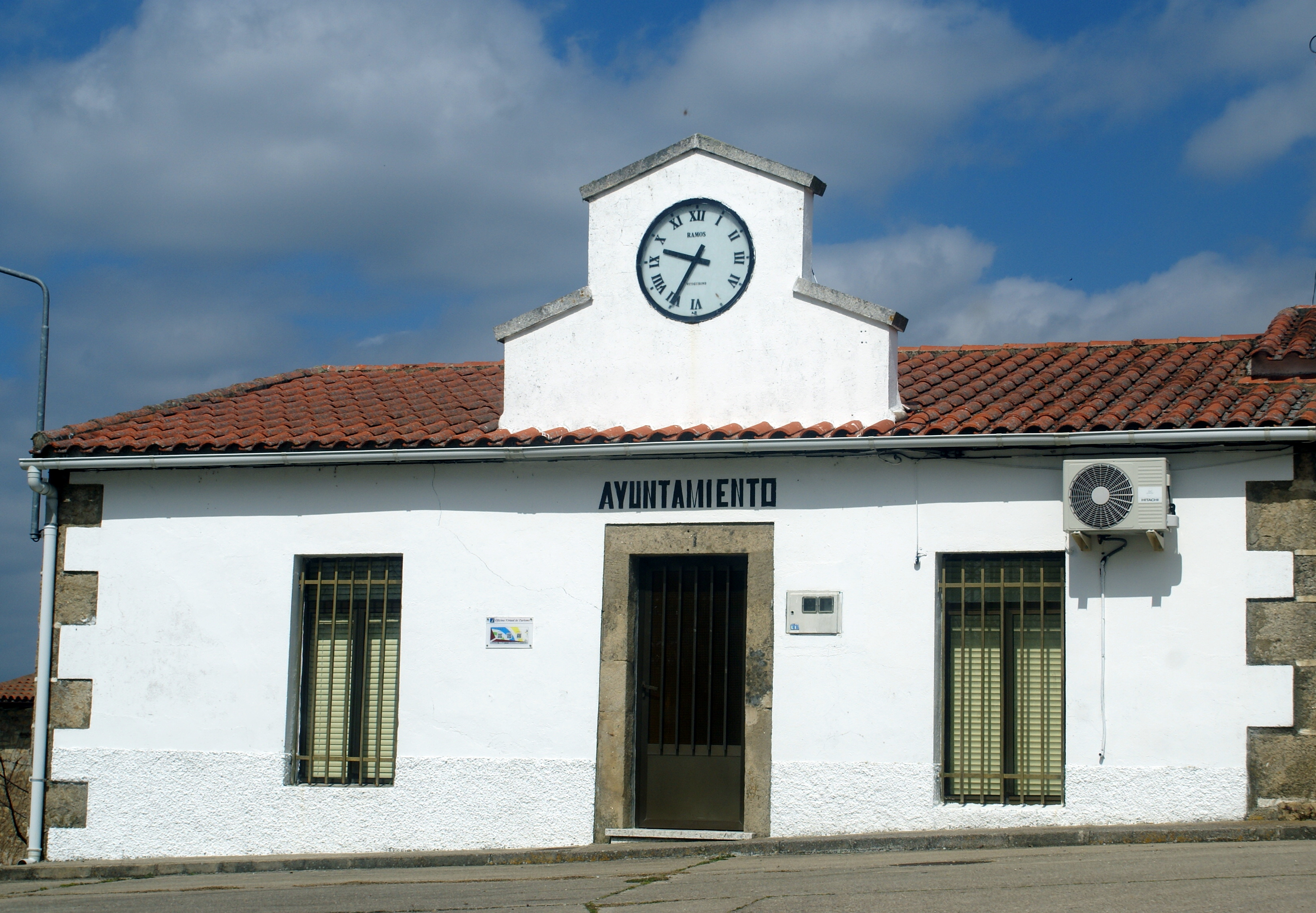
Casa consistorial
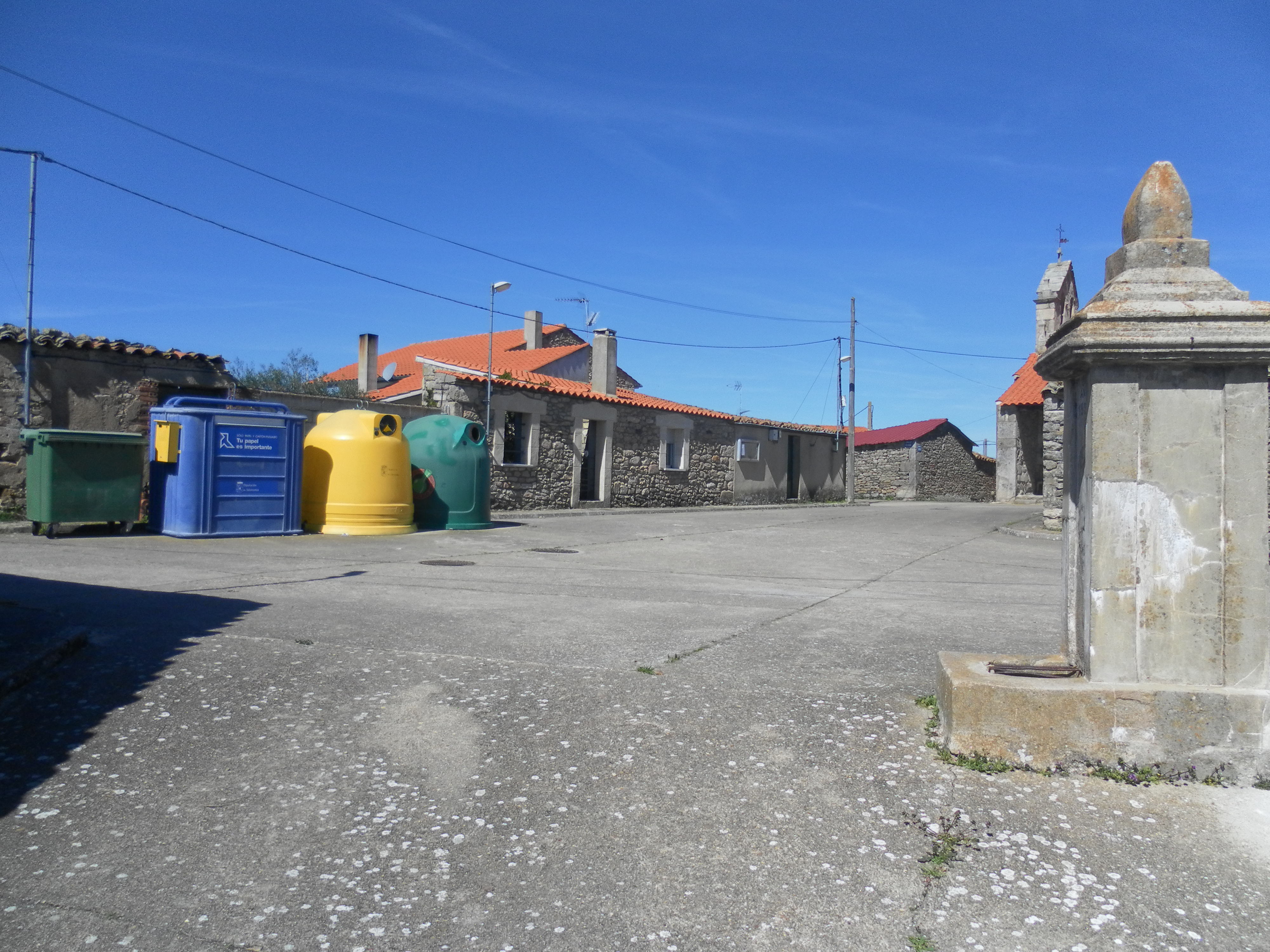
Plaza Mayor
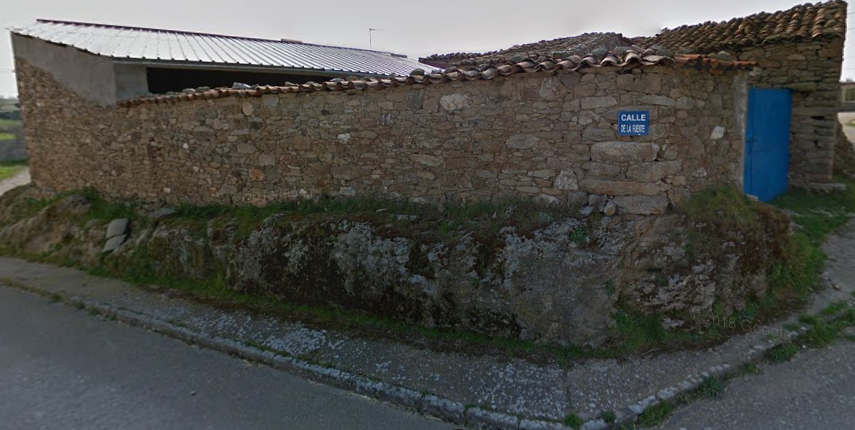
Museo
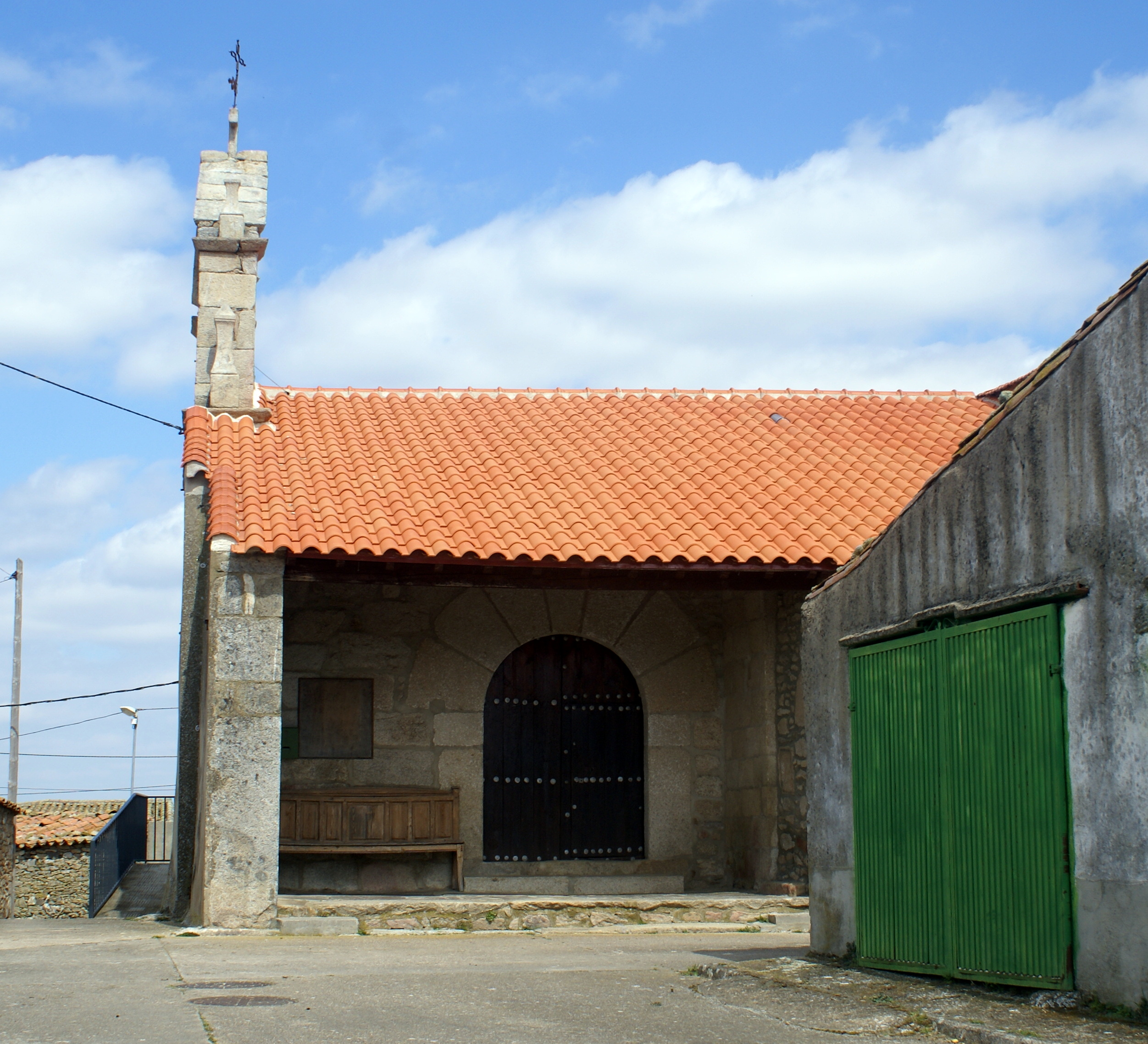
Iglesia
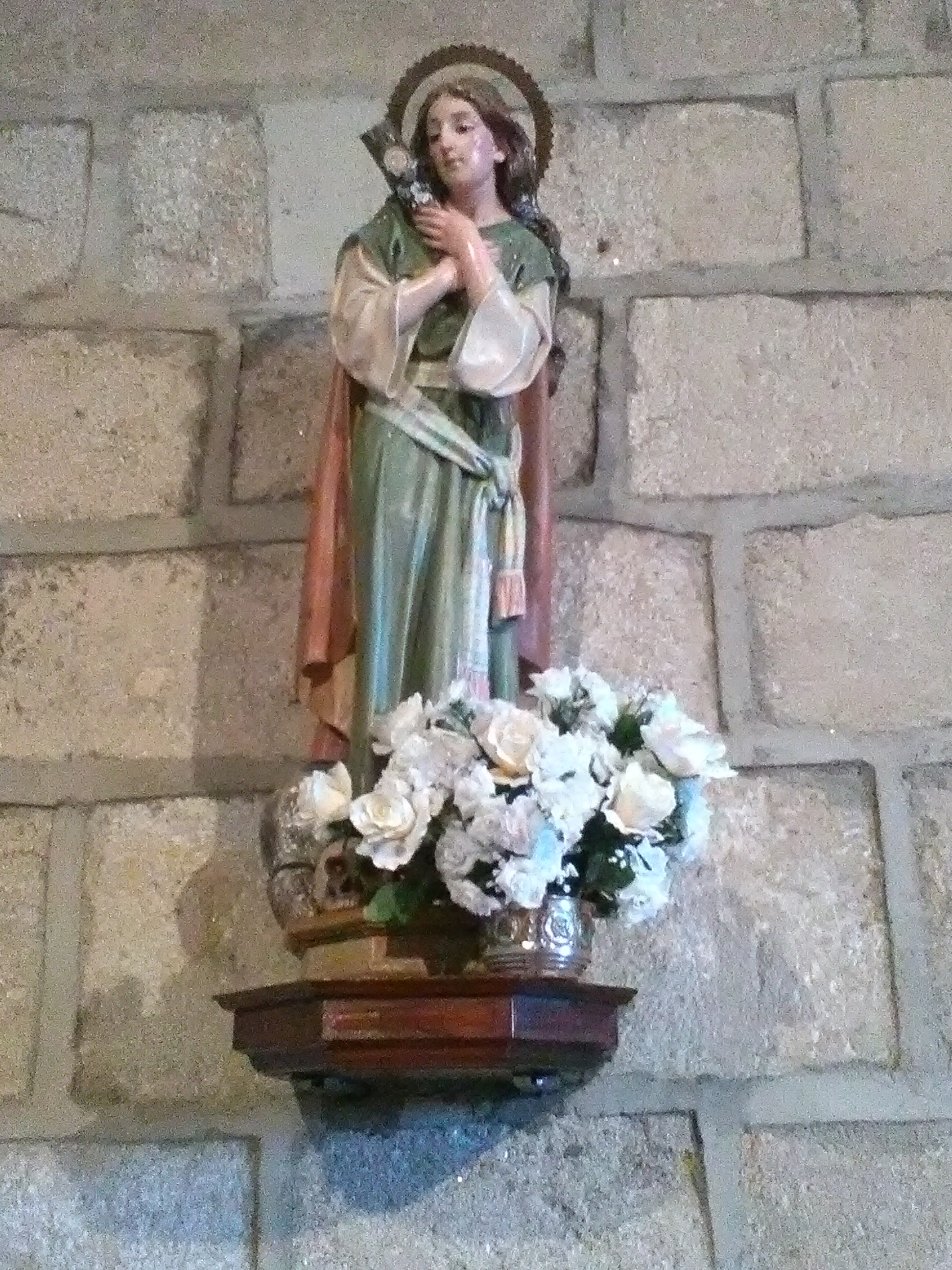
Patrona
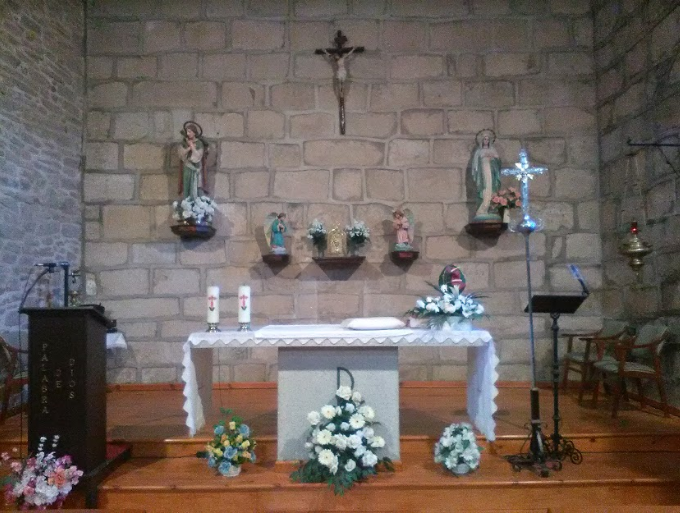
Altar mayor

## Cultura

### Fiestas

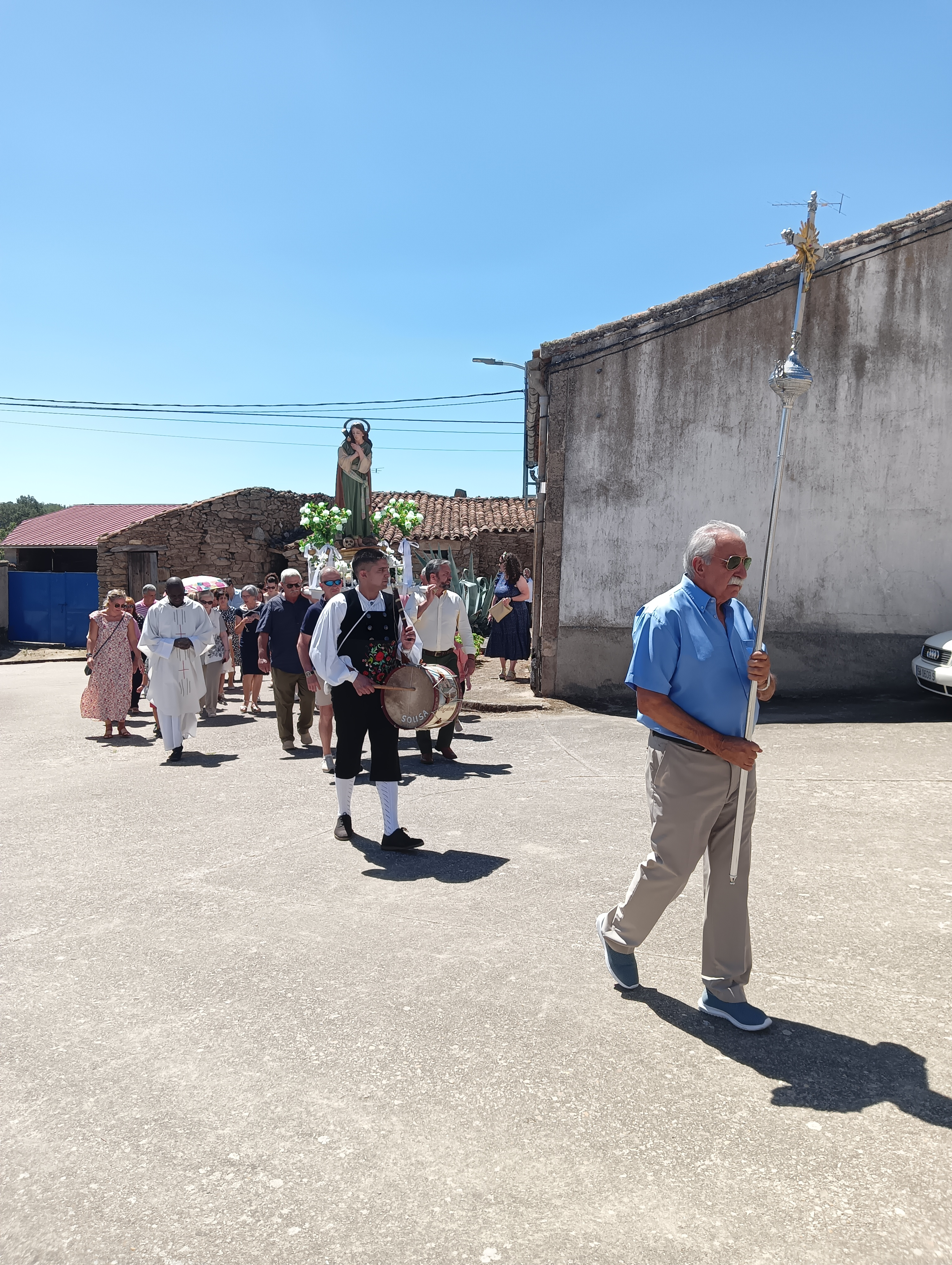
Procesión de la patrona de Barceo, Santa María Magdalena, en las fiestas de 2023

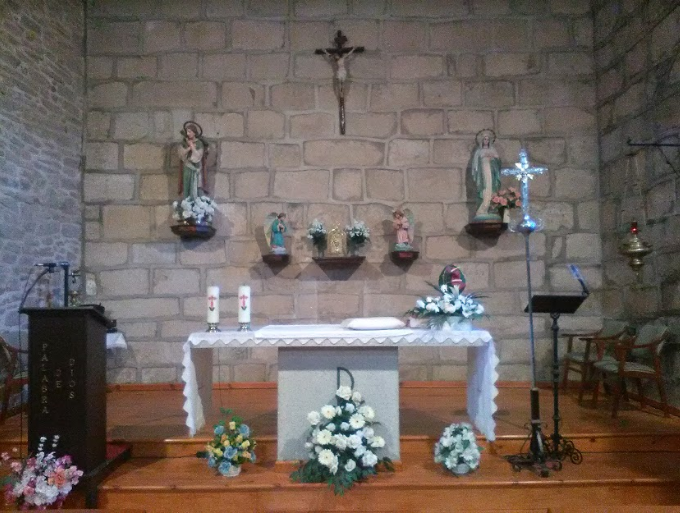
Altar mayor, iglesia de Barceo

Las fiestas patronales de los dos núcleos de población que integran el municipio son:
- Barceo en honor a Santa María Magdalena, festejada el segundo fin de semana de agosto. Se corresponde con las fiestas de verano.
- Barceíno en honor a Santa Virgen del Fresno, celebrada el segundo fin de semana de mayo. Y que corresponde a las fiestas de primavera.